# Требеж (Ясеноваць)
Требеж (хорв. Trebež) — населений пункт у Хорватії, в Сисацько-Мославинській жупанії у складі громади Ясеноваць.

## Населення
Населення за даними перепису 2011 року становило 53 осіб.
Динаміка чисельності населення поселення:

## Клімат
Середня річна температура становить 11,29 °C, середня максимальна – 25,52 °C, а середня мінімальна – -5,21 °C. Середня річна кількість опадів – 915 мм.
| Клімат поселення                              | Клімат поселення | Клімат поселення | Клімат поселення | Клімат поселення | Клімат поселення | Клімат поселення | Клімат поселення | Клімат поселення | Клімат поселення | Клімат поселення | Клімат поселення | Клімат поселення | Клімат поселення |
| Показник                                      | Січ.             | Лют.             | Бер.             | Квіт.            | Трав.            | Черв.            | Лип.             | Серп.            | Вер.             | Жовт.            | Лист.            | Груд.            |                  |
| Середній максимум, °C                         | 7,54             | 9,31             | 13,48            | 17,95            | 22,40            | 25,52            | 24,17            | 23,40            | 19,81            | 15,03            | 9,62             | 5,60             |                  |
| Середня температура, °C                       | 1,16             | 2,94             | 7,10             | 11,59            | 16,03            | 19,14            | 20,81            | 20,05            | 16,46            | 11,68            | 6,27             | 2,27             |                  |
| Середній мінімум, °C                          | −5,21            | −3,42            | 0,74             | 5,22             | 9,67             | 12,77            | 17,46            | 16,70            | 13,10            | 8,31             | 2,91             | −1,08            |                  |
| Норма опадів, мм                              | 57               | 54               | 63               | 75               | 82               | 92               | 84               | 85               | 80               | 83               | 89               | 71               |                  |
| Середньомісячна швидкість вітру, м/с          | 1.70             | 1.94             | 2.32             | 2.20             | 2.04             | 1.90             | 1.80             | 1.70             | 1.70             | 1.70             | 1.76             | 1.80             |                  |
| Середньомісячна сонячна радіація, кДж/м²·день | 4285             | 7052             | 10871            | 15327            | 19590            | 21921            | 22642            | 19959            | 14709            | 9075             | 4792             | 3536             |                  |
| --------------------------------------------- | ---------------- | ---------------- | ---------------- | ---------------- | ---------------- | ---------------- | ---------------- | ---------------- | ---------------- | ---------------- | ---------------- | ---------------- | ---------------- |
| Джерело:                                      |                  |                  |                  |                  |                  |                  |                  |                  |                  |                  |                  |                  |                  |